# Reichsfeld
Reichsfeld est une commune française située dans la circonscription administrative du Bas-Rhin et, depuis le 1er janvier 2021, dans le territoire de la Collectivité européenne d'Alsace, en région Grand Est.
Cette commune se trouve dans la région historique et culturelle d'Alsace.

## Géographie

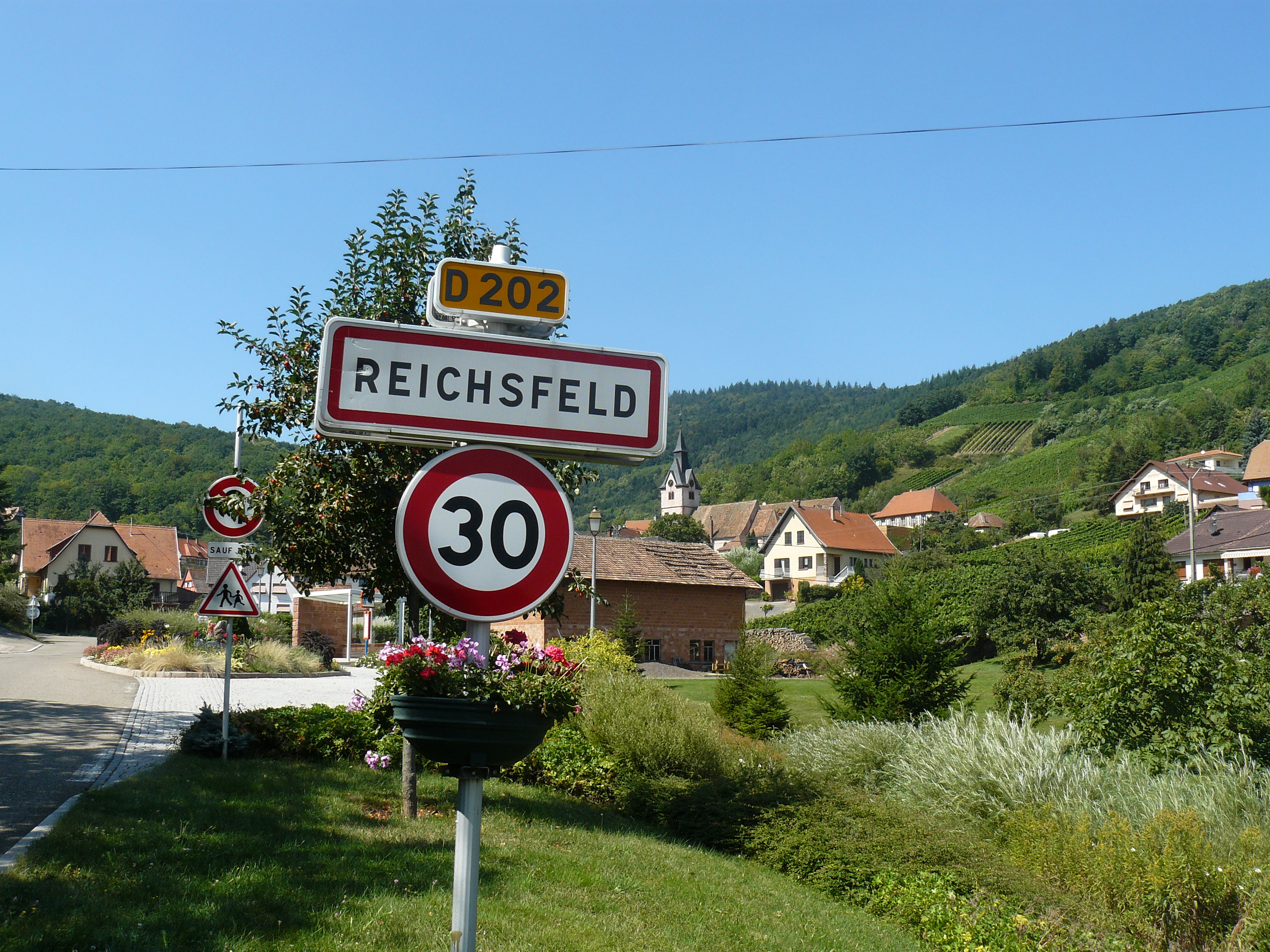
Entrée du village de Reichsfeld.

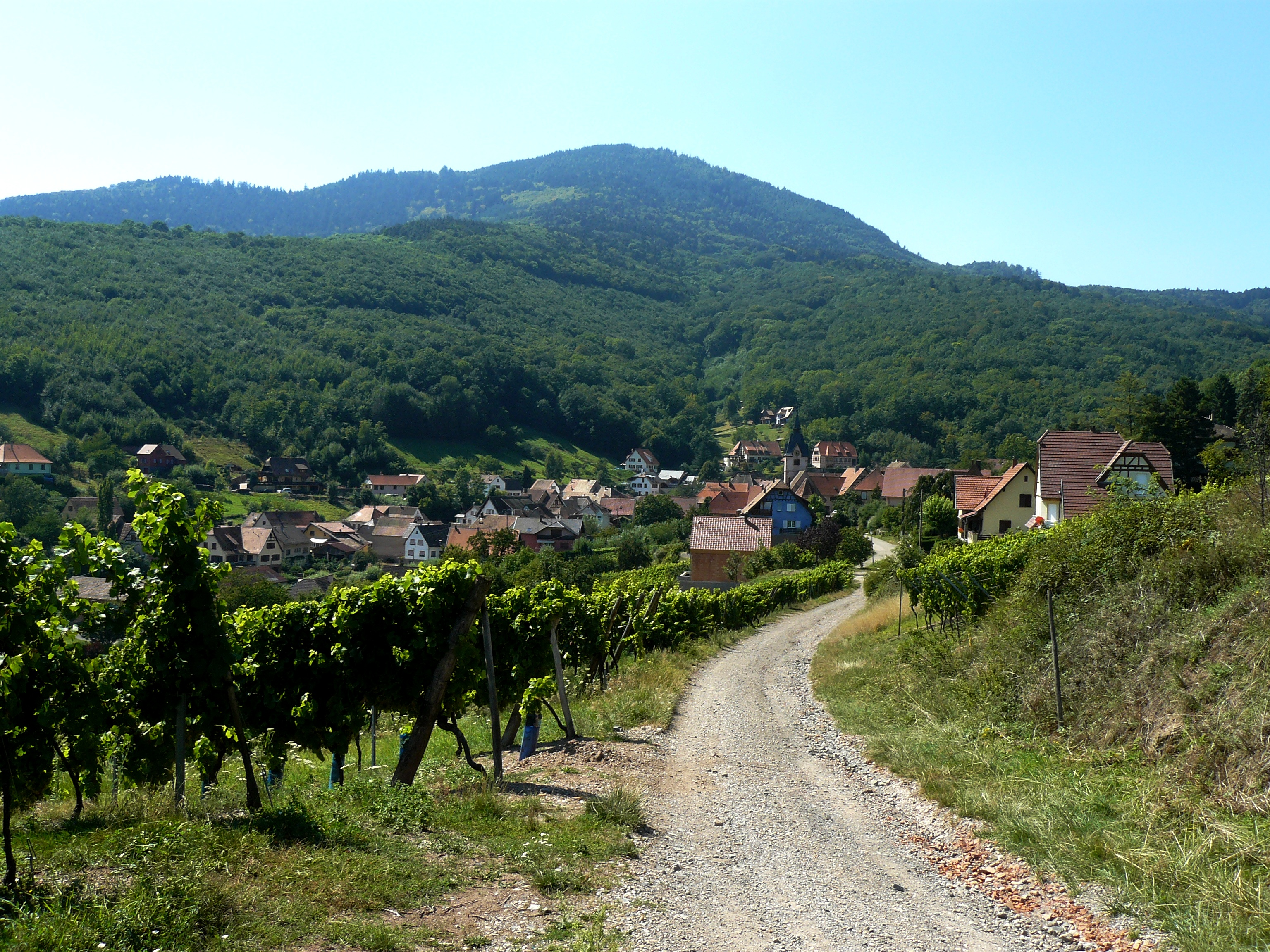
Le village de Reichsfeld vu depuis le vignoble.

Reichsfeld est une commune qui fait partie du canton de Barr et de l'arrondissement de Sélestat-Erstein.Le village se trouve enfoncé dans un vallon à l'écart de tout axe routier important, au pied de la montagne de l'Ungersberg traversé au loin par la route départementale de Villé à Barr. La superficie totale du ban de Reichsfeld est de 506 ha dont 257 ha de forêt soit 52 % du banc communal. Elle est en expansion au détriment des terres. En 1907 il n'y avait que 180 ha de forêt. Le village est essentiellement une commune viticole. On compte actuellement 53 ha de vigne contre 94 ha en 1907. Les habitants de Reichsfeld sont appelés les Reichsfeldois. Le village le plus proche est Bernardvillé qui est situé à 2 km.
|                   | Andlau     | Bernardvillé   |
| Albé              | Reichsfeld | Nothalten      |
| Saint-Pierre-Bois |            | Blienschwiller |

### Villages les plus proches
- Bernardvillé, 2 km ;
- Blienschwiller, 8 km ;
- Itterswiller, 6 km ;
- Saint-Pierre-Bois, 8 km ;
- Barr, 9 km.

### Cours d'eau
- la Schernetz.

### Toponymie
- Richtenzevelt, 1323 ;
- Richentzenvelt, 1350.

### Hydrographie
La commune est dans le bassin versant du Rhin au sein du bassin Rhin-Meuse. Elle est drainée par le ruisseau Schernetz,.
Le ruisseau Schernetz, d'une longueur de 18 km, prend sa source dans la commune  et se jette  dans la Scheer à Kertzfeld, après avoir traversé sept communes. 

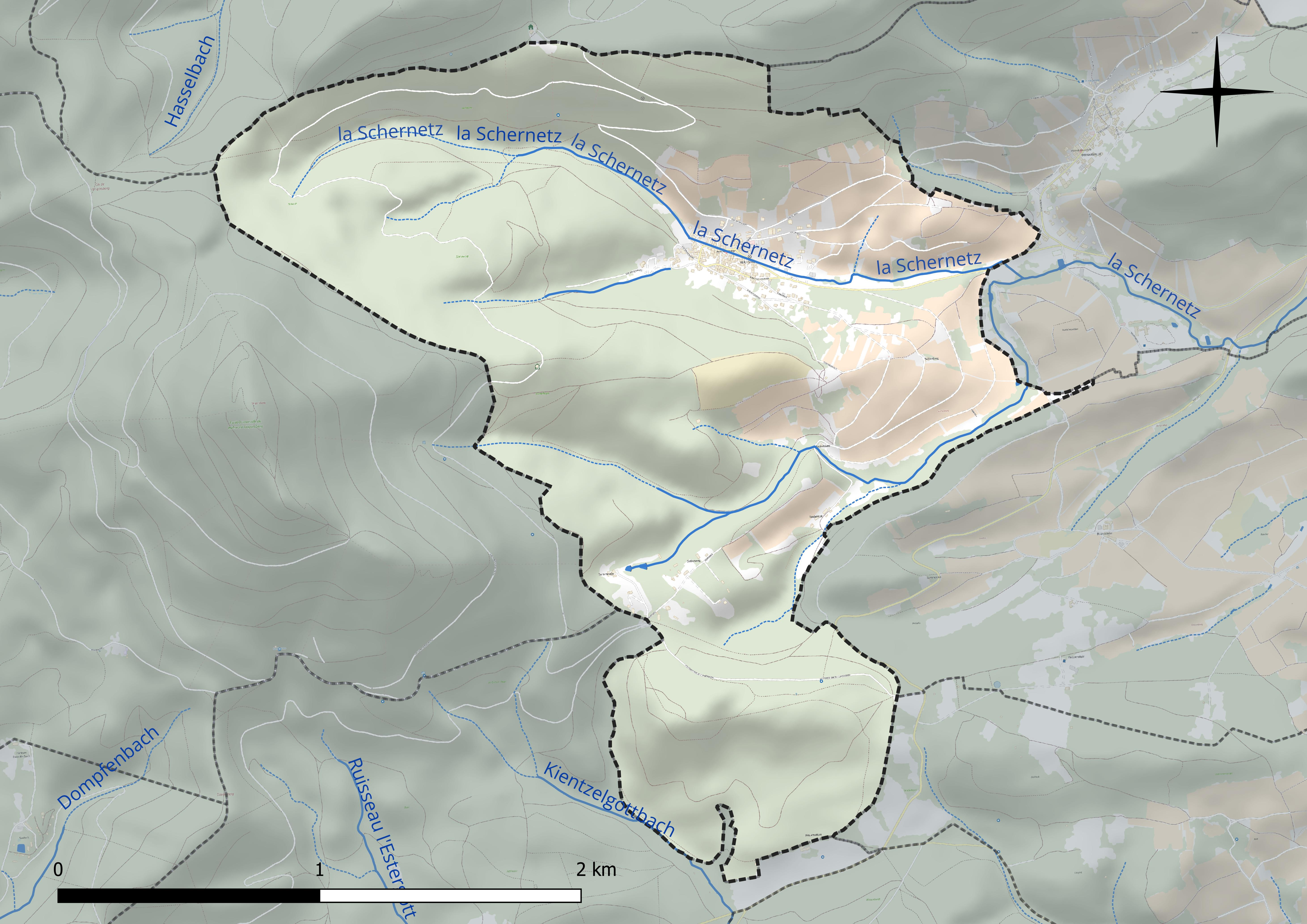
Réseau hydrographique de Reichsfeld.

### Climat
Pour des articles plus généraux, voir Climat du Grand Est et Climat du Bas-Rhin.
En 2010, le climat de la commune est de type climat des marges montargnardes, selon une étude du Centre national de la recherche scientifique s'appuyant sur une série de données couvrant la période 1971-2000. En 2020, Météo-France publie une typologie des climats de la France métropolitaine dans laquelle la commune est exposée à un climat semi-continental et est dans la région climatique  Vosges, caractérisée par une pluviométrie très élevée (1 500 à 2 000 mm/an) en toutes saisons et un hiver rude (moins de 1 °C). 
Pour la période 1971-2000, la température annuelle moyenne est de 9,9 °C, avec une amplitude thermique annuelle de 17,5 °C. Le cumul annuel moyen de précipitations est de 864 mm, avec 10,2 jours de précipitations en janvier et 10,6 jours en juillet. Pour la période 1991-2020, la température moyenne annuelle observée sur la station météorologique de Météo-France la plus proche, « Le Hohwald_sapc », sur la commune du Hohwald à 6 km à vol d'oiseau, est de 8,8 °C et le cumul annuel moyen de précipitations est de 1 129,1 mm. 
La température maximale relevée sur cette station est de 35,6 °C, atteinte le 25 juillet 2019 ; la température minimale est de −20,5 °C, atteinte le 7 février 1991,,. 
Les paramètres climatiques de la commune ont été estimés pour le milieu du siècle (2041-2070) selon différents scénarios d'émission de gaz à effet de serre à partir des nouvelles projections climatiques de référence DRIAS-2020. Ils sont consultables sur un site dédié publié par Météo-France en novembre 2022.

## Urbanisme

### Typologie
Au 1er janvier 2024, Reichsfeld est catégorisée commune rurale à habitat dispersé, selon la nouvelle grille communale de densité à sept niveaux définie par l'Insee en 2022.
Elle est située hors unité urbaine. Par ailleurs la commune fait partie de l'aire d'attraction de Strasbourg (partie française), dont elle est une commune de la couronne,. Cette aire, qui regroupe 268 communes, est catégorisée dans les aires de 700 000 habitants ou plus (hors Paris),.

### Occupation des sols
L'occupation des sols de la commune, telle qu'elle ressort de la base de données européenne d’occupation biophysique des sols Corine Land Cover (CLC), est marquée par l'importance des forêts et milieux semi-naturels (74,9 % en 2018), en diminution par rapport à 1990 (76,2 %). La répartition détaillée en 2018 est la suivante : forêts (74,9 %), cultures permanentes (17,8 %), zones urbanisées (6,4 %), prairies (0,9 %). L'évolution de l’occupation des sols de la commune et de ses infrastructures peut être observée sur les différentes représentations cartographiques du territoire : la carte de Cassini (XVIIIe siècle), la carte d'état-major (1820-1866) et les cartes ou photos aériennes de l'IGN pour la période actuelle (1950 à aujourd'hui).

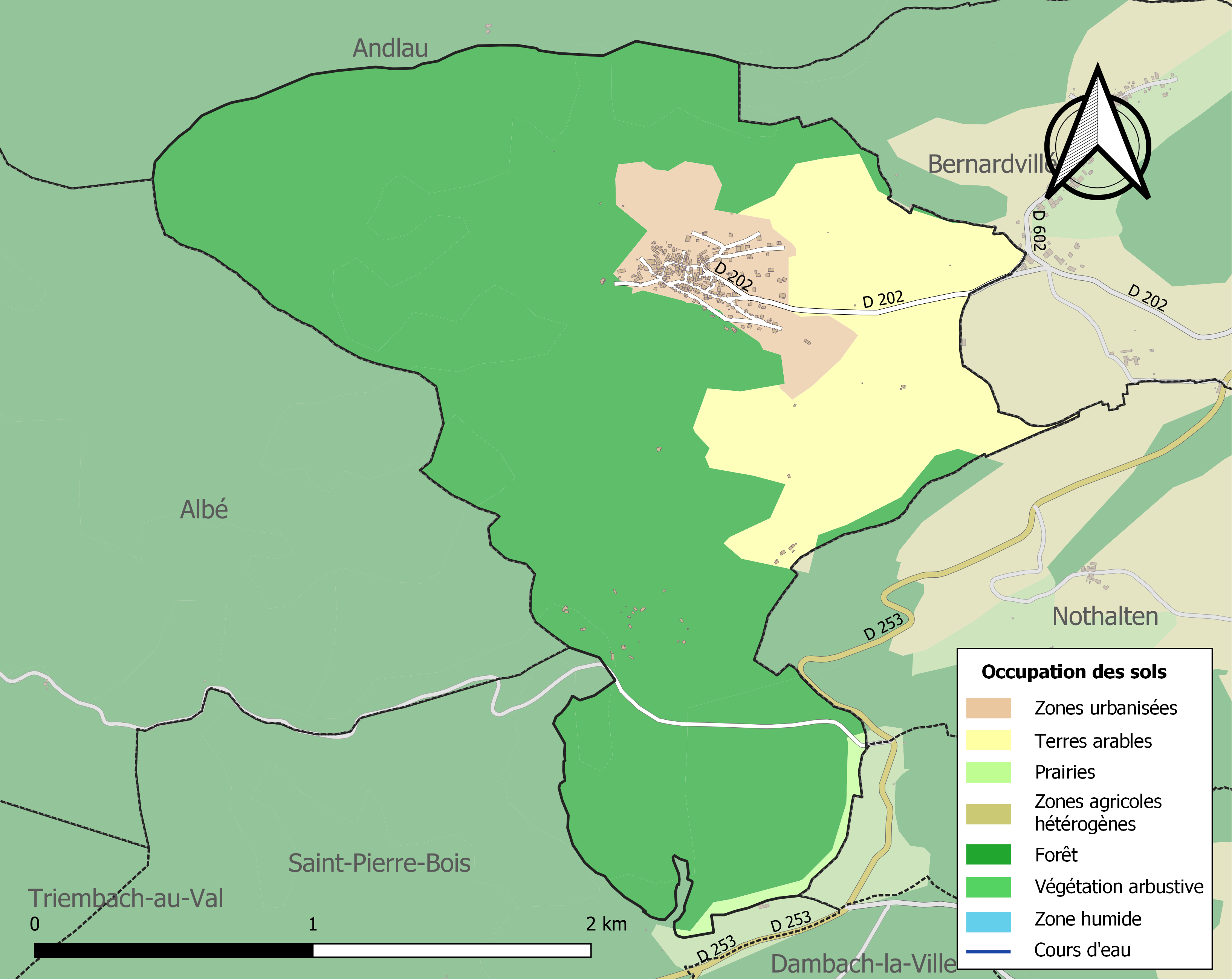
Carte des infrastructures et de l'occupation des sols de la commune en 2018 (CLC).

## Histoire
La première mention de Reichsfeld date de l'année 1323 sous le nom de Richtenzeveld, mais la population préfère appeler le village Richsfald ou Risfald. Mentionné pour la première fois dans les archives au début du XIVe siècle, le village appartient d'abord à l'abbaye d'Andlau puis passe aux nobles  d'Andlau. Ils le tiennent en fief du Saint-Empire romain germanique jusqu'à la Révolution. Au milieu du XIXe siècle, l'architecte Antoine Ringeisen construit l'école et le nouveau presbytère. Jusqu'en 1882, l'église est une filiale de la paroisse d'Itterswiller. La forêt et la vigne constituent les principales ressources de la commune. Entre 1946 et 1975, la population diminue de 13 %. Ces dernières années, la population a tendance à remonter. En 1975, la population active était à 43 % agricole alors que 53 % de la population active travaille à l'extérieur de la commune : Dambach-la-Ville, Barr, Epfig. La situation géographique de Reichsfeld, à l'écart des axes routiers importants, est un handicap. Mais aujourd'hui la commune joue son atout sur le tourisme. Il existe actuellement 143 places en hôtel, gîtes ruraux, chambres d'hôtes.

### Héraldique
| Blason de Reichsfeld | Blason  | D'or à saint Urbain évêque de carnation, vêtu pontificalement de gueules et d'or, tenant de sa dextre un livre ouvert de sable et de sa senestre une grappe de raisin du même, tigée et feuillée de sinople. |
| Blason de Reichsfeld | Détails | |

## Politique et administration
| Période                                  | Période   | Identité         | Étiquette | Qualité |
| ---------------------------------------- | --------- | ---------------- | --------- | ------- |
| avant 1995                               | mars 2008 | Hubert Merckling | DVD       |         |
| mars 2008                                | En cours  | Vincent Kobloth  |           |         |
| Les données manquantes sont à compléter. |           |                  |           |         |

## Démographie
L'évolution du nombre d'habitants est connue à travers les recensements de la population effectués dans la commune depuis 1793. Pour les communes de moins de 10 000 habitants, une enquête de recensement portant sur toute la population est réalisée tous les cinq ans, les populations de référence des années intermédiaires étant quant à elles estimées par interpolation ou extrapolation. Pour la commune, le premier recensement exhaustif entrant dans le cadre du nouveau dispositif a été réalisé en 2007.

En 2022, la commune comptait 289 habitants, en évolution de −2,69 % par rapport à 2016 (Bas-Rhin : +3,17 %, France hors Mayotte : +2,11 %).
| 1793 | 1800 | 1806 | 1821 | 1831 | 1836 | 1841 | 1846 | 1851 |
| ---- | ---- | ---- | ---- | ---- | ---- | ---- | ---- | ---- |
| 319  | 397  | 414  | 445  | 482  | 515  | 478  | 480  | 485  |

| 1856 | 1861 | 1866 | 1871 | 1875 | 1880 | 1885 | 1890 | 1895 |
| ---- | ---- | ---- | ---- | ---- | ---- | ---- | ---- | ---- |
| 451  | 468  | 497  | 482  | 467  | 449  | 445  | 452  | 437  |

| 1900 | 1905 | 1910 | 1921 | 1926 | 1931 | 1936 | 1946 | 1954 |
| ---- | ---- | ---- | ---- | ---- | ---- | ---- | ---- | ---- |
| 444  | 411  | 396  | 384  | 385  | 362  | 328  | 286  | 258  |

| 1962 | 1968 | 1975 | 1982 | 1990 | 1999 | 2006 | 2007 | 2012 |
| ---- | ---- | ---- | ---- | ---- | ---- | ---- | ---- | ---- |
| 259  | 253  | 239  | 247  | 295  | 293  | 306  | 308  | 302  |

| 2017 | 2022 | - | - | - | - | - | - | - |
| ---- | ---- | - | - | - | - | - | - | - |
| 296  | 289  | - | - | - | - | - | - | - |

## Lieux et monuments

### Église Saint-Urbain
L'église Saint-Urbain a été fondée au XVe siècle par le couvent d'Erstein. Les trois niveaux inférieurs de la tour, ainsi que les têtes humaines encore visibles sous le cordon, aux angles du troisième niveau, doivent dater du XIIe siècle. Le dernier étage du clocher a sans doute été ajouté au XVIIIe siècle.

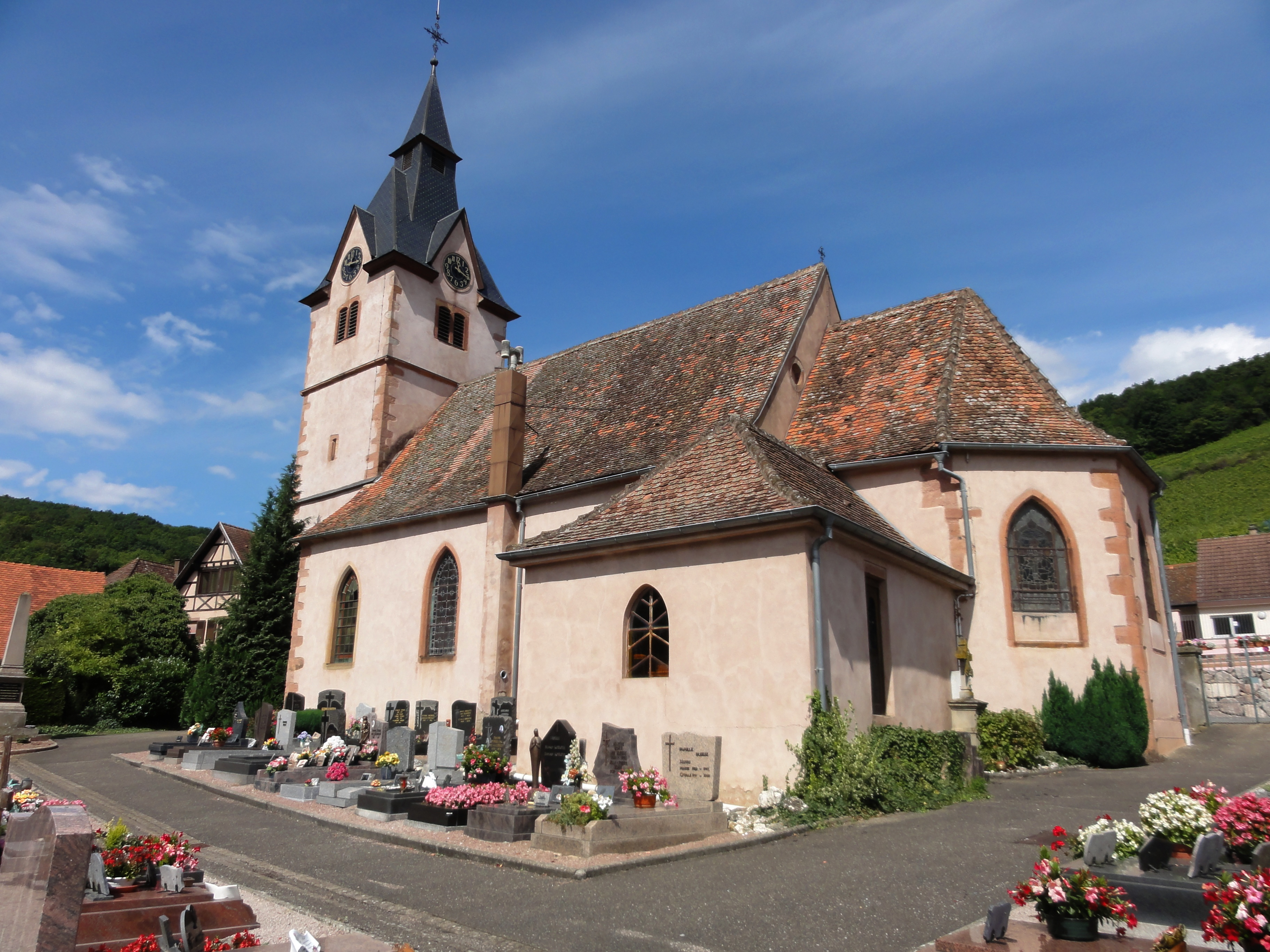
Église Saint-Urbain.
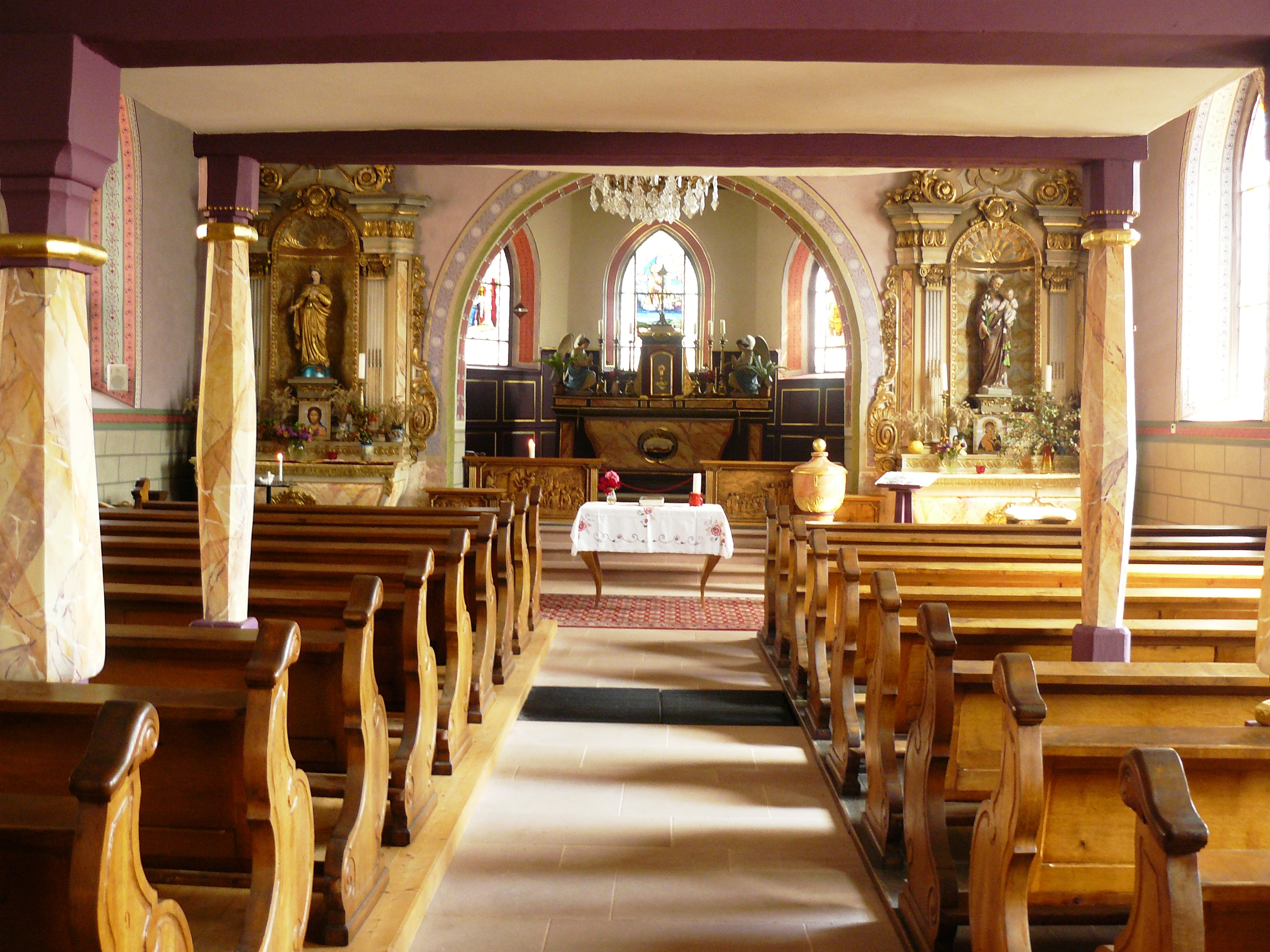
Vue intérieure de la nef vers le chœur.
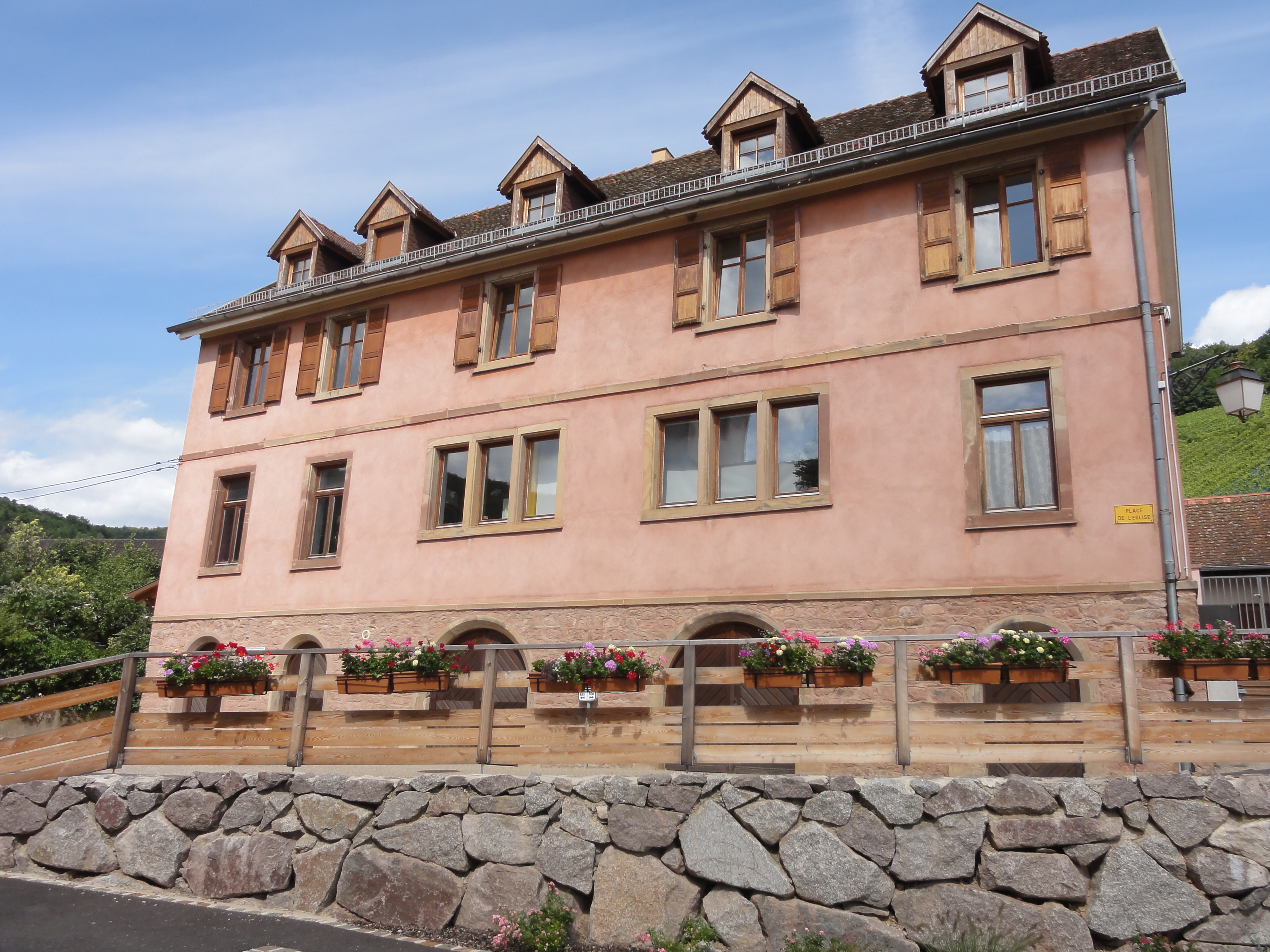
École (XIXe).
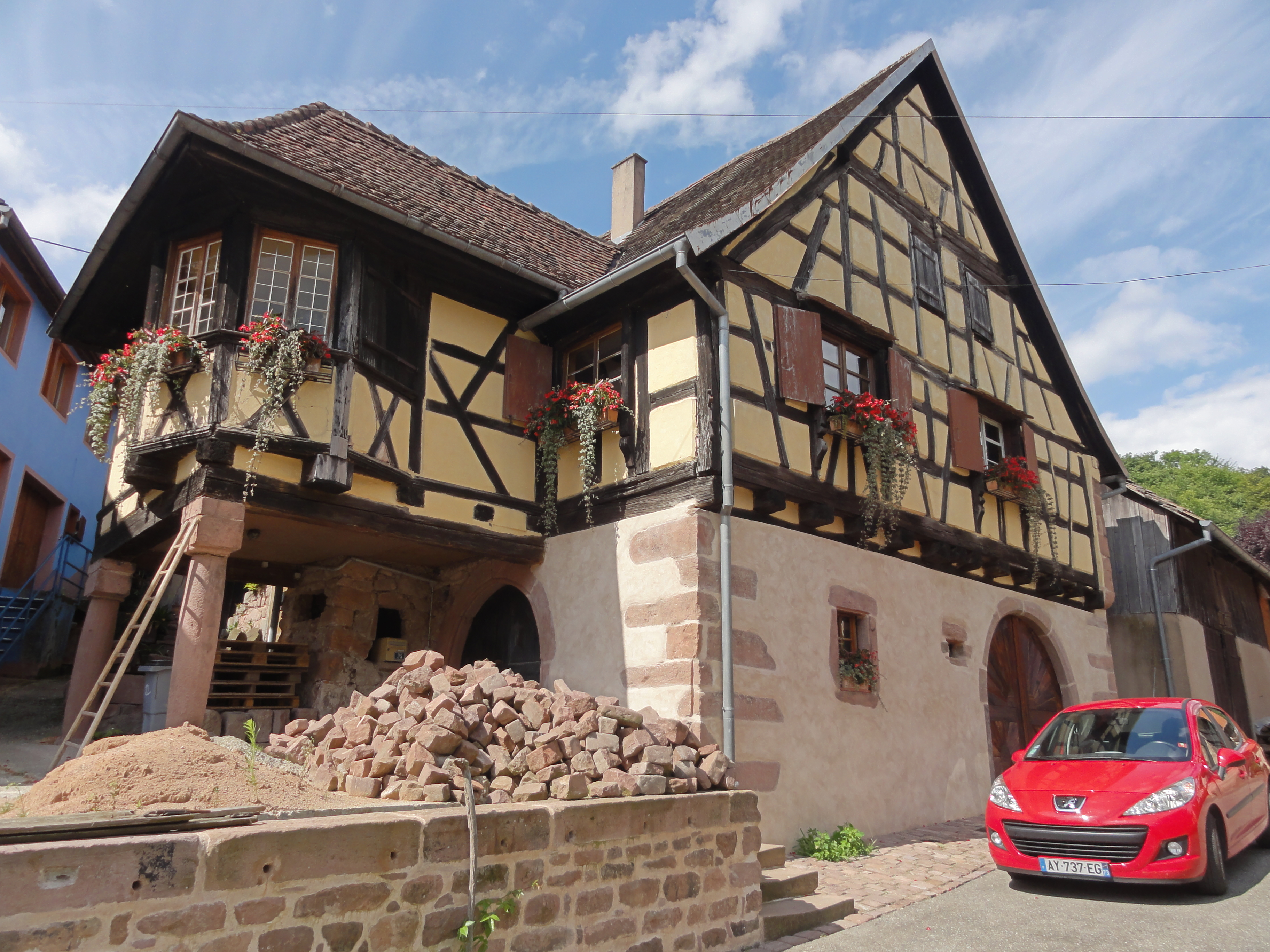
Maison de tonnelier et de vigneron, ancienne maison aux dîmes (XVIIIe).

### Oratoire de Saint-Urbain

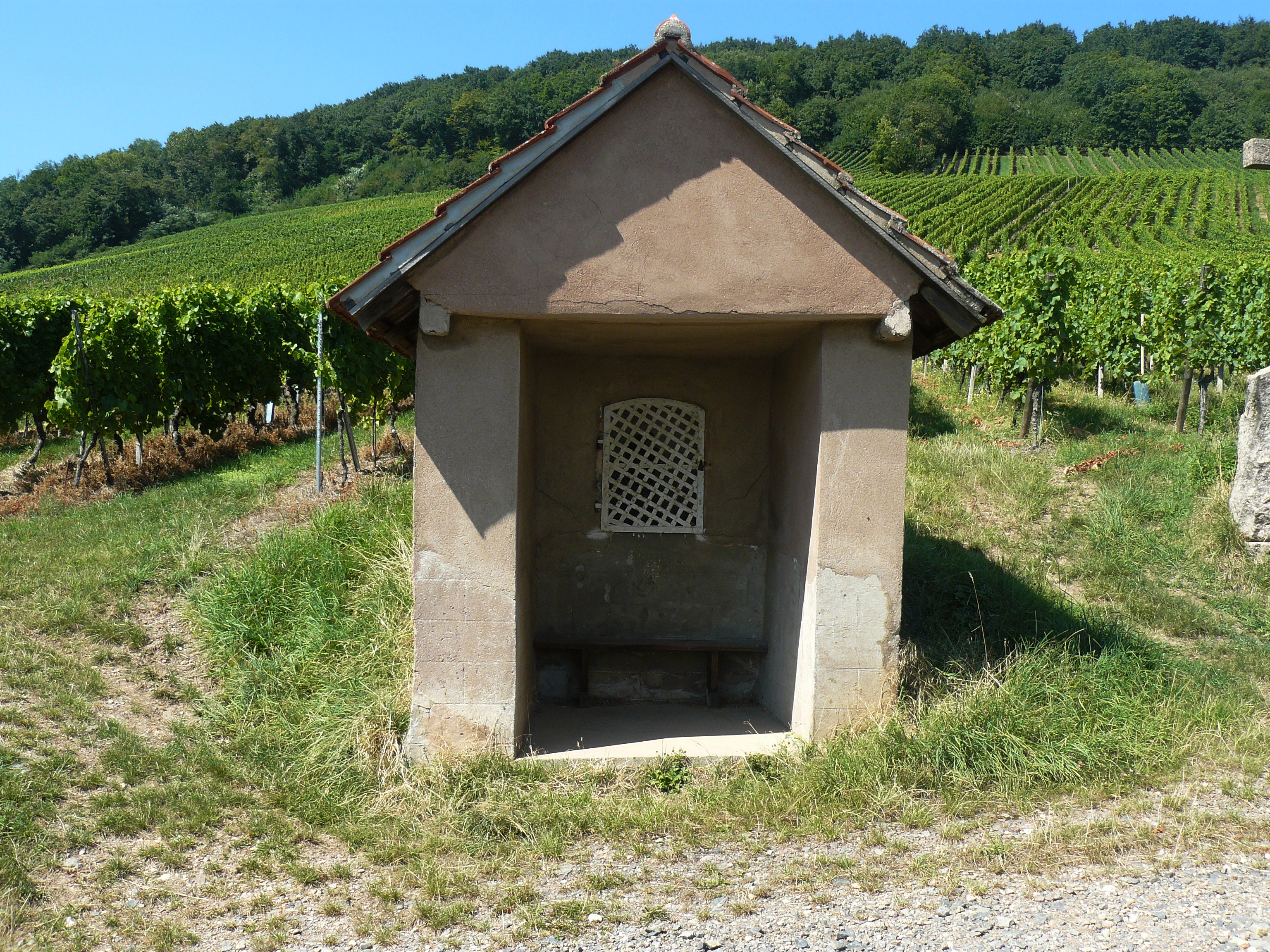
Oratoire Saint-Urbain au milieu des vignes.

Ce petit oratoire se trouve dans les vignes et a été construit probablement en 1927 par les vignerons, en même temps que le calvaire qui s'y trouve à proximité. À l'intérieur de l'oratoire se trouve une statue de saint Urbain protégée par un grillage métallique.

### Maison de 1714
35 chemin de l'Altenberg.

## Personnalités liées à la commune
- Mathias Ringmann (° 1482 – † 1511), humaniste.